# Coudreceau
Coudreceau település Franciaországban, Eure-et-Loir megyében. Lakosainak száma 491 fő (2018. január 1.). Coudreceau Sablons-sur-Huisne, Coulonges-les-Sablons és Saintigny községekkel határos.

## Népesség
A település népességének változása:
| Lakosok száma | 320  | 283  | 333  | 403  | 420  | 438  | 440  | 489  | 491  | 491  |
|               | 1968 | 1975 | 1982 | 1999 | 2006 | 2011 | 2013 | 2016 | 2017 | 2018 |